# Oasys Parc

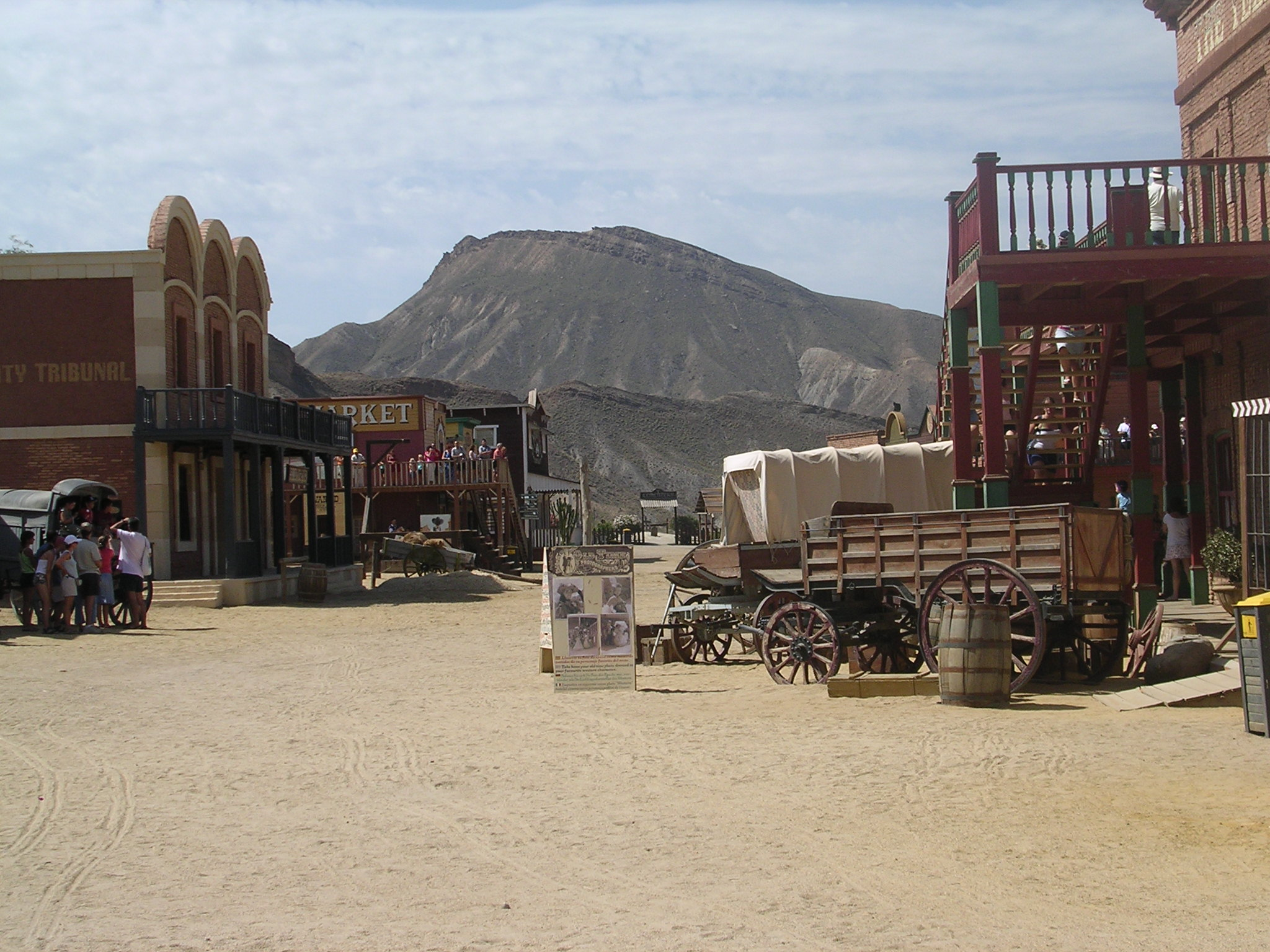
Poble de l'oest. Extreta al mateix recinte

Osasys, antigament anomenat MiniHollywood, és un parc temàtic situat al Desert de Tabernas, concretament al quilòmetre 464 de la carretera N-340, als afores de la província d'Almeria. Estava ambientat en els decorats que es van construir per a les pel·lícules de l'oest que es van gravar a la província en els anys 60 i 70.
És un dels Parcs temàtics més original de tot el Mediterrani, ja que disposa d'una gran varietat d'espectacles en directe que ens fan retornar i experimentar les vivences de l'antic farwest, ja que ofereix diversos espectacles de cowboys, representant atracaments a bancs i balls de cancan.
A més a més, aquest és un lloc simbólic per la geografia d'Almeria, ja que s'ubica en l'únic desert d'Europa, on s'ha aconseguit que la reserva zoològica i herbàcia sigui una realitat, ja que hi ha més de 800 animals acollits de 175 espècies diferents, moltes d'elles protegides i diverses en perill d'extinció. A més disposa d'una reserva natural amb 4.000 arbres i prop de 20.000 plantes.

## Història
El seu nom original era Yucca City, dissenyat per Carlo Simi per representar la pel·lícula La mort tenia un preu, de l'any 1965, que fou dirigida per l'italià Sergio Leone. Tot i que, ha estat utilitzat per una gran quantitat de pel·lícules del gènere western. Més tard, amb l'enregistrament del bo, el lleig i el dolent, els extres que van participar en el rodatge van decidir comprar el decorat i convertir-lo en un parc turístic. Posteriorment, tot el recinte va ser adquirit per la cadena hotelera Platja Senator.

## Pel·lícules famoses
1960
- Per un grapat de dòlars (1964, Clint Eastwood)
- La mort tenia un preu (1965, Clint Eastwood, Lee Van Cleef)
- El bo, el lleig i el dolent (1968, Clint Eastwood, Lee Van Cleef)

1970
- Sol vermell (1971, Charles Bronson, Ursula Andress)

1980
- Conan el Bàrbar (1982, Arnold Schwarzenegger)

2000
- Blueberry, l'experiència secreta (2004, Vincent Cassel)

2010
- Dr Who, "Un poble anomenat Misericòrdia" (2012)